# Klaus Reinhardt (General)

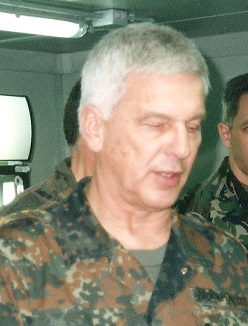
Klaus Reinhardt als COMKFOR, 1999

Klaus Reinhardt (* 15. Januar 1941 in Berlin; † 24. November 2021 in Starnberg) war ein deutscher General a. D. des Heeres der Bundeswehr. Er war Befehlshaber des Heeresführungskommandos, des NATO-Kommandos Joint Headquarters Center und der KFOR-Friedenstruppe im Kosovo.

## Militärische Laufbahn
1960 verpflichtete sich Reinhardt als Offizieranwärter der Gebirgsjägertruppe. Er wurde u. a. an der Heeresoffizierschule III in München ausgebildet. 1963 war er Zugführer im Gebirgsjägerbataillon 222 in Mittenwald und diente vom Oktober 1966 bis zum Oktober 1967 als Operationsoffizier (S-3) im Stab des Bataillons.
Von 1967 bis 1972 studierte er Geschichte und Politikwissenschaft an der Universität Freiburg. Nach dem Abschluss seiner Promotion bei Andreas Hillgruber zum Dr. phil. im Februar 1972 über das Scheitern der Strategie Hitlers in der Schlacht um Moskau wurde er, 1968 bereits zum Hauptmann befördert, als Kompaniechef im Gebirgsjägerbataillon 221 in Mittenwald eingesetzt. In den Jahren 1973 bis 1975 absolvierte er als Major an der Führungsakademie der Bundeswehr in Hamburg die Ausbildung zum Offizier im Generalstabsdienst im 16. Jahrgang. Dem schloss sich 1975 eine US-Generalstabsausbildung am Command and General Staff College in Fort Leavenworth an.
Im Oktober 1976 wurde Reinhardt zum Oberstleutnant befördert und diente als Stabsoffizier für Operationen (G-3) der Central Army Group (CENTAG) der NATO in Heidelberg. Vom Januar 1978 bis Oktober 1980 war er als Adjutant des Stellvertreters des Generalinspekteurs der Bundeswehr, General Jürgen Brandt, im Bundesministerium der Verteidigung in Bonn eingesetzt. Anschließend übernahm er bis zum Oktober 1982 das Kommando über das Gebirgsjägerbataillon 231 in Bad Reichenhall. Vom Oktober 1982 bis 1983 diente er dann als Operationsoffizier (G-3) im Stab der 1. Gebirgsdivision in Garmisch-Partenkirchen. Nach seiner Beförderung zum Oberst diente Reinhardt von 1983 bis 1986 als Adjutant des Bundesministers der Verteidigung, Manfred Wörner, und übernahm anschließend vom 1. Oktober 1986 bis zum 30. September 1988 das Kommando über die Gebirgsjägerbrigade 23 in Bad Reichenhall.

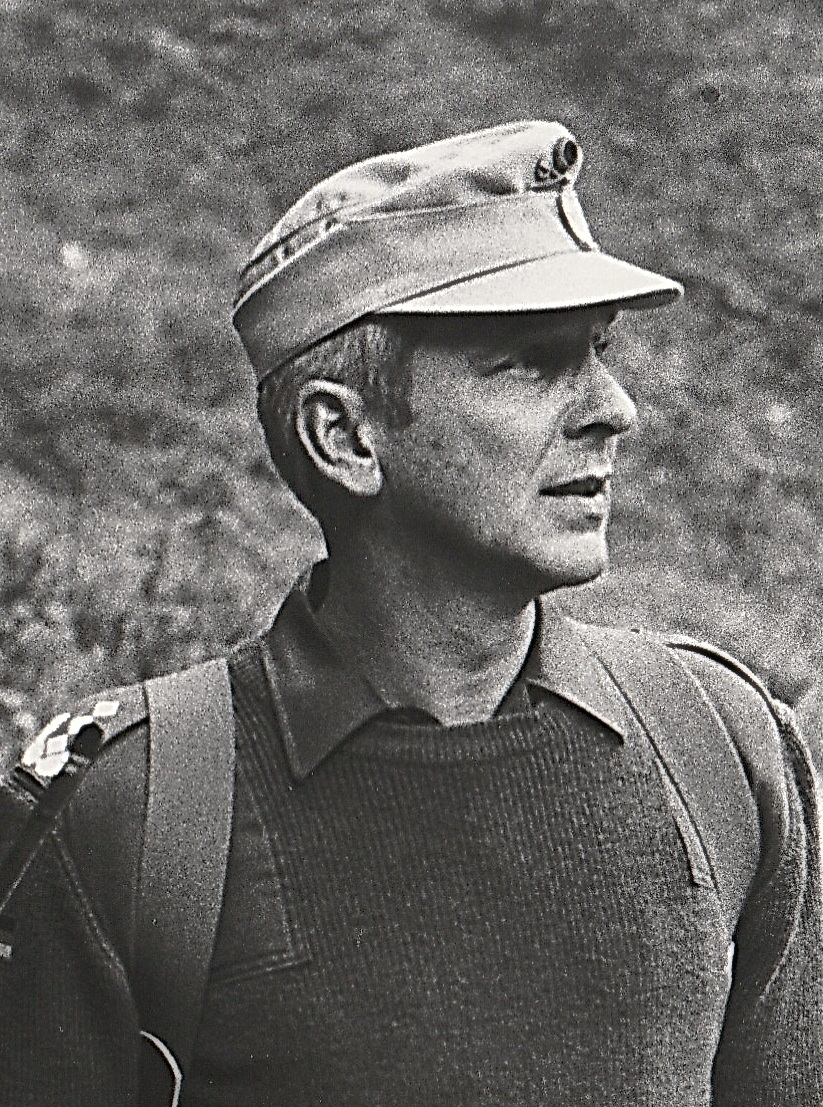
Klaus Reinhardt als Oberst und Kommandeur Gebirgsjägerbrigade 23, 1987

Am 1. Oktober 1988 wurde er zum Brigadegeneral ernannt und übernahm im Führungsstab der Streitkräfte in Bonn bis 1990 den Posten des Stabsabteilungsleiters für Planung (FüS IV; NATO-Truppen, Konzeption der Bundeswehr, Haushaltskoordination der Bundeswehr und Rüstungsmanagement). In dieser Position war er u. a. für die Zusammenführung der Bundeswehr und der ehemaligen Nationalen Volksarmee verantwortlich.
Im Oktober 1990 folgte die Ernennung zum Generalmajor und die Berufung zum Kommandeur der Führungsakademie der Bundeswehr in Hamburg. Während dieser Zeit war Reinhardt zudem Vizepräsident der Clausewitz-Gesellschaft und Mitglied des Beirats des Militärgeschichtlichen Forschungsamtes (MGFA) in Freiburg im Breisgau. Als Kommandeur der Führungsakademie der Bundeswehr wandelte er diese zu einer strategisch-operativen Denkfabrik und öffnete sie für die Staaten des ehemaligen Ostblocks, wofür ihm die Universität Budapest die Ehrendoktorwürde verlieh.
Im Juni 1993 folgte die Ernennung zum Generalleutnant und die Kommandoübernahme des III. Korps in Koblenz, welches von ihm auch aufgelöst wurde. Ab April 1994 baute er ebenfalls in Koblenz als Befehlshaber das neue Heeresführungskommando auf und machte es zur Schaltstelle für die Auslandseinsätze der Bundeswehr, eine Aufgabe, die später das Einsatzführungskommando der Bundeswehr wahrnehmen sollte. Als Befehlshaber des Heeresführungskommandos leitete er die deutschen Auslandseinsätze in Somalia, in Kroatien sowie in Bosnien und Herzegowina im Rahmen der unter NATO-Kommando stehenden multilateralen Friedenstruppen IFOR und SFOR.
Am 28. April 1998 wurde er schließlich zum General ernannt und übernahm einen Tag später bis zum Jahre 2001 den NATO-Posten des Commander Joint Headquarters Center, des vormaligen Headquarters Allied Land Forces Central Europe (LANDCENT) und heutigen Allied Land Component Command – Headquarters Heidelberg des Allied Joint Force Command Brunssum in Heidelberg. In dieser Funktion war er an der Strukturreform der NATO beteiligt, die die Unterstützung von Friedensmissionen als weitere Aufgabe des Bündnisses, neben der Abschreckung potenzieller Aggressoren, vorsah. Während dieser Zeit war Reinhardt zudem, vom 8. Oktober 1999 bis zum 18. April 2000, Befehlshaber der KFOR-Friedenstruppe in Priština im Kosovo und kommandierte damit 50.000 Soldaten aus 39 Nationen. Nach der Rückkehr aus dem Einsatz im Kosovo integrierte er die polnischen, tschechischen und ungarischen Landstreitkräfte in die NATO-Strukturen. 2000 wurde er von Bundespräsident Johannes Rau mit dem Großen Bundesverdienstkreuz geehrt.
Am 21. März 2001 übergab Reinhardt das Kommando in Heidelberg an Generalleutnant Götz Gliemeroth und wurde am 1. April 2001 pensioniert. Er war bis zur Ablösung durch Klaus Olshausen vom August 2002 bis zum 12. August 2006 Präsident der Clausewitz-Gesellschaft, sein Vorgänger war Klaus Naumann.
Weitere Auslandseinsätze des Westens nach den Terroranschlägen vom 11. September sah er mit Skepsis. Die Behauptung von Verteidigungsminister Peter Struck, dass Deutschland am Hindukusch verteidigt werde, machte er sich nie zu eigen. Früh warnte Reinhardt vor dem Versuch, eine Gesellschaft mit tief verwurzelten Clanstrukturen zu einer Demokratie zu machen.

## Ziviles Berufsleben

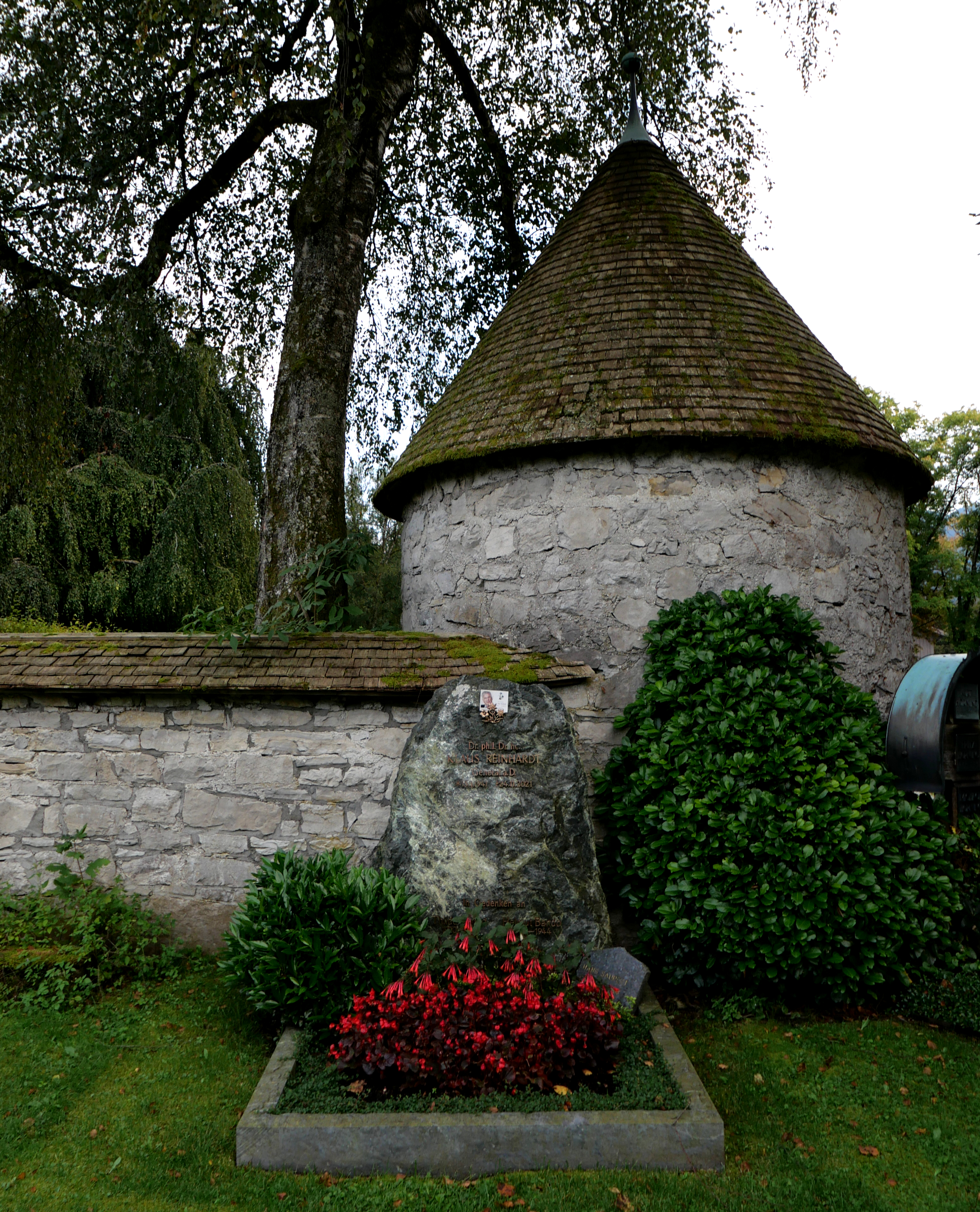
Das Grab im Jahr 2024

Nach Ende seiner militärischen Laufbahn wurde Reinhardt als Nachfolger von Karlheinz Bauer Aufsichtsratsvorsitzender des deutschen Konzerns Bauer AG, Schrobenhausen, der weltweit im Spezialtiefbau- und Maschinenbaubereich tätig ist. Außerdem war er vom 30. September 2003 bis zum Sommer 2005 Aufsichtsratsmitglied der OWR, eines Herstellers von ABC-Schutz- und Dekontaminationseinrichtungen. Zu dieser Zeit war Klaus Naumann dort bereits Aufsichtsratsvorsitzender.
Anfang 2006 wurde von verschiedenen Medien berichtet, Reinhardt habe angeblich diese Tätigkeiten in Unternehmen aus dem Rüstungsbereich nicht angezeigt und damit gegen § 20a Soldatengesetz verstoßen. Der Vorwurf wurde jedoch durch eine Prüfung des Bundesverteidigungsministeriums widerlegt.
Reinhardt arbeitete als freier Journalist und war Autor mehrerer Bücher. Zudem hielt er an zwei Universitäten Vorlesungen zu Themen der Politikwissenschaft und Geschichte der Neuzeit. Im Sommer 2007 war er in den Reihen ZDF-Expedition – Imperium und ROM als kommentierender Historiker zu sehen.
Reinhardt verstarb am 24. November 2021. Er ist auf dem Friedhof Garmisch in Garmisch-Partenkirchen begraben.

## Privatleben
Reinhardt wurde als Sohn des NSDAP-Politikers Fritz Reinhardt geboren und verbrachte Kindheit und Jugend in Garmisch-Partenkirchen und Mittenwald. Er wohnte in Starnberg, war verheiratet und hatte zwei Söhne. Seine Hobbys waren Skifahren, Bergsteigen, Jazz, klassische Musik und Literatur.

## Auszeichnungen
- Verdienstkreuz am Bande des Verdienstordens der Bundesrepublik Deutschland[4]
- Verdienstkreuz 1. Klasse des Verdienstordens der Bundesrepublik Deutschland
- Großes Verdienstkreuz des Verdienstordens der Bundesrepublik Deutschland
- Europakreuz der Confédération Européenne des Anciens Combattants

## Mitgliedschaften
- Deutscher Bundeswehrverband (ab 1964)[5]

## Schriften
- Die Wende vor Moskau. Das Scheitern der Strategie Hitlers im Winter 1941,42 (= Beiträge zur Militär- und Kriegsgeschichte. Band 13). Deutsche Verlags-Anstalt, Stuttgart 1972, ISBN 3-421-01606-6.
- Generalstabsausbildung in der Bundeswehr. Zur Konzeption und Entwicklung der Führungsakademie der Bundeswehr (= Beihefte zur Wehrwissenschaftlichen Rundschau. Heft 20). Mittler, Herford u. a. 1977, ISBN 3-87547-175-X.
- KFOR. Streitkräfte für den Frieden. Tagebuchaufzeichnungen als deutscher Kommandeur im Kosovo. 2. Auflage. Blazek & Bergmann, Frankfurt am Main 2002, ISBN 3-9806536-9-2.